# Рэмзи, Джейкоб
Дже́йкоб Мэ́ттью Рэ́мзи (англ. Jacob Matthew Ramsey; родился 28 мая 2001) — английский футболист, полузащитник клуба Премьер-лиги «Астон Вилла».

## Клубная карьера
Уроженец Бирмингема, Джейкоб начал футбольную карьеру в академии «Астон Вилла» в возрасте шести лет. 15 января 2019 года подписал свой первый профессиональный контракт с клубом. 19 февраля 2019 года дебютировал в основном составе «Виллы» в матче Чемпионшипа против «Вест Бромвич Альбион». 1 мая 2019 года был признан лучшим игроком футбольной академии клуба «Астон Вилла» в сезоне 2018/19.
31 января 2020 года Рэмзи отправился в аренду в клуб Лиги 1 «Донкастер Роверс». В тот же день подписал с «Виллой» новый контракт до лета 2023 года. 4 февраля 2020 года дебютировал за «Донкастер» в матче против «Транмир Роверс», отличившись двумя забитыми мячами. К 7 марта Рэмзи провёл за «Донкастер Роверс» 7 матчей и забил 3 мяча. Однако в марте 2020 года футбольные турниры в Англии были приостановлены в связи с распространением COVID-19, а в июне было объявлено о досрочном завершении сезона в Лиге 1 и Лиге 2. После этого Рэмзи вернулся в «Астон Виллу». 15 сентября 2020 года он впервые вышел в стартовом составе «Виллы» в матче Кубка Английской футбольной лиги против «Бертон Альбион». 28 сентября Рэмзи дебютировал в Премьер-лиге, выйдя на замену Конору Хурихану в матче против «Фулхэма».

## Карьера в сборной
Выступал за сборные Англии до 18, до 19 и до 20 лет и до 21 года.